# Victòria Peña i Nicolau
Victòria Peña i Nicolau (Palma, Mallorca, 23 de març de 1827- Barcelona, 28 d'octubre de 1898), també coneguda com a Victòria Penya d'Amer, fou una poeta; es va relacionar amb molts poetes de la Renaixença i va guanyar diversos premis als Jocs Florals. Era germana de Pere d'Alcàntara Peña i Nicolau, i estigué casada amb el poeta Miquel Victorià Amer.
Durant la seva joventut, estudià preferentment autors religiosos com santa Teresa, fra Luis de León i fra Luis de Granada. Començà a escriure de jove amb un grup que editava la revista El Plantel, on conegué Miquel Amer, amb qui es casaria i es traslladaria a Barcelona el 1859, ja que el marit va ser nomenat administrador del Ferrocarril del Nord.
La participació d'Amer en la fundació i manteniment dels Jocs Florals de Barcelona facilità la participació de Victòria en certàmens poètics. Hi obtingué un accèssit el 1859 amb Anyorança i fou premiada encara en diverses ocasions (1865 per Amor de mare, 1873 per Una visita a ma pàtria, 1880 per Joventut perduda i 1883 per Lo meu niu). La gran participació de Victòria Penya en nombrosos certàmens va provocar fins i tot les crítiques de persones com ara Miquel dels Sants Oliver. Francesc Matheu va recollir gran part de la seva poesia el 1909, després de morir l'escriptora, en un llibre editat a Barcelona, Poesies de Victòria Penya d'Amer.